# ایوب العملود
ایوب العملود (عربی: أيوب العملود؛ زادهٔ ۸ آوریل ۱۹۹۴) بازیکن فوتبال اهل مراکش است که در پست دفاع راست بازی می‌کند.

## دوران باشگاهی

### ارتش سلطنتی مراکش
او ۴۴ بار برای باشگاه فوتبال ارتش سلطنتی مراکش به میدان رفته است.

### الوداد کازابلانکا
در فصل گشایش لیگ فوتبال آفریقا، العملود در پیروزی خانگی ۳–۰ در برابر تیم نیجریه‌ای انیمبا، گل نخست تیمش را زد و آن‌ها را به نیمه‌نهایی رساند.

### پرسپولیس
در ۱۶ ژوئیه ۲۰۲۴، با اعلام باشگاه فوتبال پرسپولیس، او به این تیم در لیگ برتر خلیج فارس پیوست.ایوب در دومین بازی خود با پیراهن پرسپولیس در هفته دوم لیگ برتر خلیج فارس موفق شد با گلزنی برابر تراکتور اولین گل فصل خود برای پرسپولیس را به ثمر برساند و از باخت تیمش جلوگیری کند.

## آمار باشگاهی
تا تاریخ ۲۵ اردیبهشت ۱۴۰۴
| باشگاه         | دسته           | فصل            | لیگ  | لیگ | جام حذفی | جام حذفی | آسیا | آسیا | سوپر جام | سوپر جام | مجموع | مجموع |
| باشگاه         | دسته           | فصل            | بازی | گل  | بازی     | گل       | بازی | گل   | بازی     | گل       | بازی  | گل    |
| -------------- | -------------- | -------------- | ---- | --- | -------- | -------- | ---- | ---- | -------- | -------- | ----- | ----- |
| پرسپولیس       | لیگ برتر       | ۰۴–۱۴۰۳        | ۱۸   | ۱   | ۱        | ۰        | ۵    | ۰    | ۱        | ۰        | ۲۵    | ۱     |
| مجموع پرسپولیس | مجموع پرسپولیس | مجموع پرسپولیس | ۱۸   | ۱   | ۱        | ۰        | ۵    | ۰    | ۱        | ۰        | ۲۵    | ۱     |
| مجموع آمار     | مجموع آمار     | مجموع آمار     | ۱۸   | ۱   | ۱        | ۰        | ۵    | ۰    | ۱        | ۰        | ۲۵    | ۱     |

## دوران ملی
او اولین بازی خود را برای تیم ملی مراکش در ۸ ژوئن ۲۰۲۱ در یک بازی دوستانه مقابل غنا انجام داد. او بازی را آغاز کرد و پس از ۸۶ دقیقه در پیروزی ۱–۰ تعویض شد.
در ۲۸ دسامبر ۲۰۲۳، العملود در میان ۲۷ بازیکنی بود که توسط ولید الرکراکی، سرمربی مراکش، در جام ملت‌های آفریقا ۲۰۲۳ انتخاب شد.

## افتخارات

### باشگاهی

#### الوداد کازابلانکا
- لیگ دسته اول مراکش (۳): ۱۹–۲۰۱۸، ۲۱–۲۰۲۰، ۲۲–۲۰۲۱
- لیگ قهرمانان آفریقا (۱): ۲۲–۲۰۲۱؛ نایب قهرمان (۲): ۱۹–۲۰۱۸، ۲۳–۲۰۲۲
- ا
- جام تاج و تخت مراکش؛ نایب قهرمان (۱): ۲۲–۲۰۲۱
- لیگ فوتبال آفریقا؛ نایب قهرمان (۱): ۲۰۲۳